# Amar pelos dois
"Amar pelos dois"는 포르투갈의 가수 살바도르 소브랄의 노래이다. 작사 및 작곡은 살바도르의 누나인 루이사 소브랄이 하였다. 이 노래는 페스티발 다 캉시옹와 유로비전 송 콘테스트 2017에서 우승한 곡이다.